# West Wellow
West Wellow är en ort i civil parish Wellow, i distriktet Test Valley, Storbritannien. Den ligger i grevskapet Hampshire och riksdelen England, i den södra delen av landet, 120 km sydväst om huvudstaden London. West Wellow ligger 25 meter över havet och antalet invånare är 2 116. West Wellow var en civil parish fram till 1932 när blev den en del av Wellow. Civil parish hade 663 invånare år 1931.
Terrängen runt West Wellow är platt. Runt West Wellow är det ganska tätbefolkat, med 222 invånare per kvadratkilometer. Närmaste större samhälle är Southampton, 14,6 km sydost om West Wellow. Omgivningarna runt West Wellow är en mosaik av jordbruksmark och naturlig växtlighet.